# Sabia
Sabia es un género con 81 especies de plantas de flores perteneciente a la familia Sabiaceae. 

## Especies seleccionadas
- Sabia brevipetiolata